# M̈
M̈, m̈ (M с умлаутом) — буква расширенной латиницы. Используется в письменностях двух языков запада острова Эспириту-Санто — араки, где обозначает звук [n̼/m/n] и является 9-й буквы алфавита, и мафеа, где обозначает язычно-губной [n̼]. В этих языках с аналогичным фонетическим значением также употребляются буквы  P̈ и V̈.

## Кодировка
В качестве отдельного символа буква в Юникод не включена, используя комбинируемый диакритический знак умлаута символ представляется как последовательность шестнадцатеричных кодов 004D для заглавной либо 006D для строчной буквы M и 0308 для умлаута сверху.